# ラミズ・アリア
ラミズ・アリア（アルバニア語: Ramiz Alia, 1925年10月18日 - 2011年10月7日）は、アルバニアの政治家。エンヴェル・ホッジャに後継者として指名され、ホッジャ死去後に政権を担当した。

## 人物
10代後半で共産主義運動に参加し、ホッジャの下で頭角を現し、1961年にはアルバニア労働党（APL）の政治局局員となり、1982年ハジ・レシの後を継いで国家元首である人民議会幹部会議長となる。
ホッジャはいくつかの理由からアリアを選択した。まずアリアは長い間マルクス・レーニン主義の忠実な追随者であり、ホッジャの政策を支援したことにある。さらに彼はホッジャの妻ネジミエに気に入られていた。アリアの政治的経験はホッジャのそれに似ており、彼はホッジャと国外・国内政策に対する見解を共有し、全体主義の支配体制に順応した。彼がいくつかの大きな粛清から生き残ることができたのは、政治的能力と生存能力に優れた証拠である。
1985年、アリアが労働党第一書記としてホッジャから政権を引き継いだとき、アルバニアは危機的状態に陥っていた。政治的無関心と皮肉は広く浸透しており、多くの国民が政府の価値を否定していた。低い食料生産と恒常的な品不足で、経済は改善の徴候が見られなかった。社会統制と官僚組織は腐敗し、知識階級は厳格な党支配に抵抗し、政府が人権の国際規準を守らないことを批判し始めていた。アリアは国内の不満の深さとその広さを認識し、慎重に社会システムの変更を始めた。最初の目標は経済体制の変更であった。経済効率を改善するために、特定分野での価格改革と、経済の集中排除を行った。これらの改革はホッジャが確立したシステムからの逸脱ではあったが、経済体制の根本的改革とはならなかった。
アリアは検閲を緩めなかったが、代わりにアルバニアの社会問題について公の場で議論することや、作家や芸術家が文化的問題について討論することを許可した。アルバニアの人権問題に関する国際批判に応じて、いくつかの政治的支配を緩め、大規模な規制の適用を廃止した。1986年と1989年には全面恩赦を行い、多くの長期囚を釈放した。アリアはさらに外国のとの関係を段階的に改善し、ギリシア、イタリア、トルコおよびユーゴスラビアとの関係を強めた。旅行と観光に対する制限の緩和はアルバニア観光業の有望な展望に帰着した。
1980年代の終わりまでにアリアは、報道機関に対してよりオープンになり、人々がアルバニアの問題に関して自由に発言するのを勇気づけることとなった。その結果、一連の論争の的になっている記事が報道に現れ始めた。しかしながら、必ずしも誰もがアリアの慎重な改革に満足しているとは限らなかった。既得権益を持つ党官僚らは自らの力と特権を失うことを恐れ、改革の多くに抵抗した。したがって、アルバニア政府は社会システムの抑圧的要素に終止符を打つ意思がなかったか、自発的ではなかった。
アリアの改革への努力は制限の中慎重に行われたが、上部からの改革はアルバニアの青年層からの要求の増加から、下部からの改革に変化する恐れがあった。1990年12月9日に抗議の学生達が首都ティラナでエンヴェル・ホッジャ大学（現在のティラナ大学）からスローガンを叫び、独裁政治の終わりを要求しながら行進を始めた。12月11日までに参加者の数はおよそ3,000名に達し、機動隊との衝突が発生した。学生達の不安を押さえるためアリアは彼らと面会し、民主化へのさらなるステップを進めることに合意した。学生達は青年達のための独立した政治結社の結成を要望したが、アリアの反応はそのような組織は法務省に名称を登録しなければならないというものであった。
アルバニア国民に対する新年のメッセージで、アリアはアルバニアには好ましい変化が生じており、1991年は経済上の転機となると主張した。しかし経済の好転にもかかわらず、多くのアルバニア人が国を離れようとしていた。1990年末には5,000人がギリシャ国境を越えて出国した。経済不況が原因で出国した若い人々が難民の大部分を占めることとなった。
多くの点で、アリアは政治的な生存者であった。彼はいくつかの政治的危機に於いて重要なキーパーソンのままであった。彼は安定性と継続性に関するいくつかの懸念を抱いたが、それらに対して柔軟性が無かったわけではない。彼は状況に応じて変化し、変化に対する要求に応じた。1991年には民主化のなかでアルバニア労働党をアルバニア社会党に改組し、新設された国家元首ポストである大統領に就任したが、重大な経済恐慌の中でアリアは、難問に直面することとなった。1992年春の総選挙におけるアルバニア民主党（ADP）の圧倒的勝利後、彼は1992年4月3日に大統領を辞任した。4月9日に人民議会はアルバニアの新しい国家元首にADP党首のサリ・ベリシャを選出した。
大統領辞職と同時に政界を引退。後に汚職や権力乱用により裁判にかけられて懲役刑を受けている。
2011年10月7日に肺の病気のためティラナの病院で死去した。85歳没。